# Malattie delle catene pesanti
Le malattie delle catene pesanti (acronimo HCD, dall'inglese Heavy Chain Diseases) sono un gruppo eterogeneo di discrasie plasmacellulari neoplastiche accomunate dalla paraproteinemia provocata dalla proliferazione di cellule che producono catene pesanti monoclonali delle immunoglobuline.
La neoplasia è caratterizzata da una eccessiva produzione di catene pesanti che sono corte e troncate. Queste proteine hanno varie delezioni, prevalentemente nella parte ammino-terminale, che causano la perdita della capacità di legarsi (con i ponti disolfuro) alle catene leggere (formando l'immunoglobulina completa). Tale difetto genetico si instaura presumibilmente durante l'ipermutazione somatica dei geni delle immunoglobuline (una delle tappe di maturazione dei linfociti B). La delezione della parte ammino-terminale della catena pesante produce aggregazione e attivazione del recettore delle cellule B (BCR), presumibilmente a causa della perdita delle proprietà antiaggreganti delle catene leggere..

## Classificazione
Esistono quattro forme:
- malattia della catena alfa[5] (Malattia di Seligmann)
- malattia della catena gamma[6] (Malattia di Franklin)
- malattia della catena mu[7]
- malattia della catena delta[8]

### Malattia della catena pesante α/ IgA
Il tipo più comune tra le HCD è quella di tipo IgA (conosciuta come αHCD, o malattia di Seligmann). Colpisce soprattutto i giovani tra i 10 e i 30 anni, particolarmente nel Medio Oriente.
La sua forma più frequente è quella localizzata nell'apparato digerente, tuttavia sono stati riportati anche altri siti, tra cui l'apparato respiratorio. Tale localizzazione preferenziale non stupisce, dacché gli anticorpi IgA vengono prodotti prevalentemente nelle mucose. La localizzazione intestinale provoca segni di malassorbimento.

#### Diagnosi
La diagnosi è posta con la dimostrazione di una anomala componente monoclonale nel siero (di norma in modesta quantità), che reagisce con antisiero anti-IgA ma non con quello anti-catena leggera. Utile anche l'esame istopatologico dell'intestino che rivela atrofia dei villi e una massiva infiltrazione di linfociti, plasmacellule o immunoblasti della lamina propria della mucosa.

#### Trattamento
Il trattamento si basa su antibiotici, corticosteroidi e farmaci citotossici.

### Malattia della catena pesante γ/ IgG
Sono descritti oltre un centinaio di casi in letteratura, di norma uomini anziani, ma anche alcuni bambini.
La sintomatologia del γHCD può comprendere linfadenopatia, febbre, anemia, malessere, epatosplenomegalia e astenia. Tra i sintomi caratteristici l'edema palatale, causato dall'interessamento neoplastico dell'Anello di Waldeyer.
La γHCD può essere divisa in tre categorie in base ai diversi aspetti clinici e patologici:
- Una “malattia linfoproliferativa disseminata” compare nel 57-66% delle diagnosi. Si evidenzia con i sintomi classici sopra descritti.[10]
- Una “malattia proliferativa localizzata” è invece descritta nel 25% dei pazienti γHCD. Tale forma è caratterizzata dalla localizzazione neoplastica o in un tessuto extramidollare, o solo nel midollo osseo.[9]
- Una “malattia apparentemente non proliferativa” si riscontra nel 9-17% dei pazienti, la maggior parte dei quali presenta un altro disordine autoimmune sottostante.[10]

#### Diagnosi
La diagnosi è posta con la dimostrazione di una anomala componente monoclonale nel siero, che reagisce con antisiero anti-IgG ma non con quello anti-catena leggera. La biopsia del midollo osseo è solitamente non diagnostica.

#### Decorso e Trattamento
La maggior parte dei pazienti hanno un rapido declino che porta all'exitus per infezione batterica (dovuta al deficit del sistema immunitario) o per cachessia neoplastica, con una media di circa 1 anno.
Si somministrano farmaci come agenti alchilanti, vincristina e corticosteroidi, o si utilizza la radioterapia per ridurre la possibilità di recidive.

### Malattia della catena pesante μ/ IgM
La μHCD è molto rara e spesso diagnosticata erroneamente come leucemia linfatica cronica (LLC) poiché le due malattie sono spesso associate o comunque condividono gli stessi sintomi.
La μHCD è diffusa soprattutto negli organi viscerali (fegato, milza e linfonodi addominali).

#### Diagnosi
La diagnosi è posta con la dimostrazione di una anomala componente monoclonale nel siero, che reagisce con antisiero anti-IgM, ma non con quello anti-catena leggera. La biopsia del midollo osseo presenta (nel 70% dei casi) delle patognomoniche plasmacellule col citoplasma vacuolizzato.

### Malattia della catena pesante δ/ IgD
È descritto un unico caso, con il quadro sovrapponibile al mieloma multiplo.